# Slag om de Aleoeten
De Slag om de Aleoeten (3 juni 1942 - 15 augustus 1943) was de strijd tussen het Japanse Keizerrijk en de geallieerden om de Aleoeten, een eilandengroep ten westen van Alaska. Deze strijd maakt deel uit van de Tweede Wereldoorlog in Azië, die specifieker ook wel de Pacifische Oorlog genoemd wordt.

## Achtergrond

### Van geallieerde naar asmogendheid
Tijdens de Eerste Wereldoorlog had keizerrijk Japan het nog samen met de geallieerden tegen Duitse Keizerrijk opgenomen. Maar tijdens het interbellum veranderden de Japanse relaties met de westerse landen. Toen het Japanse leger in 1931 namelijk Mantsjoerije veroverde en de vazalstaat Mantsjoekwo oprichtte, werd deze actie veroordeeld door de Volkenbond. Bijgevolg stapte Japan in 1933 uit de Volkenbond, waarmee het definitief een imperialistische weg insloeg. Mede door zijn successen in Mantsjoerije had het Japanse leger de macht in Japan naar zich toe getrokken en was het land een militaire dictatuur geworden.
De Japanse expansiedrang leidde in 1937 tot de Tweede Sino-Japanse Oorlog. Door de verschillende incidenten die daarmee gepaard gingen, raakte Japan meer en meer vervreemd van de westerse landen. Bovendien vormde de Japanse aanwezigheid in China een bedreiging voor de westerse landen met economische belangen in China. Het Verenigd Koninkrijk en de Verenigde Staten steunden dan ook het Chinese verzet. De VS namen verder ook economische maatregelen door in 1939 het handelsverdrag met Japan op te zeggen. Japan weigerde echter toe te geven aan het Westen. Het stationeerde in september 1940 troepen in het noorden van Frans-Indochina, om de invoer van wapens en materiaal in China te blokkeren. Later diezelfde maand ondertekende Japan het Driemogendhedenpact met nazi-Duitsland en Italië en maakte zo duidelijk welke kant het gekozen had.

### Tweede Wereldoorlog
Voor Japan hield de ondertekening van het pact een oorlog met de VS in. Het komende jaar zou volledig gewijd worden aan het voorbereiden van Japans intrede in het wereldconflict. Door de successen van Hitler in Europa lag Zuidoost-Azië voor het grijpen: met de verovering van deze gebieden zou Japan niet meer afhankelijk zijn van de invoer van grondstoffen uit het buitenland en zou het zich kunnen opstellen als de nieuwe Aziatische grootmacht.
De enige spelbreker voor een dergelijk zuidelijk offensief zouden de VS zijn. Bijgevolg werd een strategie in drie fasen en op twee fronten uitgewerkt. Enerzijds werd er gewerkt aan een grootscheepse aanval op de Westerse gebieden in Zuidoost-Azië. Anderzijds werkte admiraal Isoroku Yamamoto (山本 五十六, Yamamoto Isoroku) in het grootste geheim een aanval op Pearl Harbor uit om de Amerikaanse vloot buiten werking te stellen. Na deze eerste offensieve fase zou in een tweede fase het veroverde gebied beveiligd worden door verdere veroveringen van strategische punten. Daarnaast zouden de aanwezige grondstoffen in het veroverde gebied geëxploiteerd worden. In een laatste en derde fase zouden ze, gesteund door Duitsland en Italië, de westerse landen tot vredesbesprekingen dwingen. Tijdens de gedetailleerde uitwerking van de aanvallen zou Japan de schijn ophouden dat het naar een diplomatieke uitweg bleef zoeken.
De VS had als reactie op de Japanse aanwezigheid in noordelijk Indochina (september 1940) al een embargo ingesteld op oud ijzer en staal, maar toen Japan in juli 1941 ook zuidelijk Indochina bezette, werd het Japans kapitaal in Amerika geblokkeerd en volgde er ook een embargo op olie. Dit voorbeeld werd meteen gevolgd door Nederland en het Verenigd Koninkrijk. Japan sprak over een ABCD-blokkade (ABCD 包囲網, ABCD hōi mō), vanuit het Engels American, British, Chinese, Dutch. Voor Japan was er nu geen weg meer terug en moest er zo snel mogelijk aangevallen worden voordat de grondstofvoorraad op was.
Op 7 december 1941 viel Japan Pearl Harbor aan en het veroverde geheel volgens plan op enkele maanden tijd onder meer Hongkong, de Filipijnen, Malakka, Singapore, Nederlands-Indië en Birma. Het veroverde gebied, dat zich nu van Birma tot de Salomonseilanden uitstrekte, werd door Japan 大東亜共栄圏 (Romanisatie: Dai-tō-a Kyōeiken (Hepburn), Engels: Greater East Asia Coprosperity Sphere) genoemd. De tweede fase, het behoud van het veroverde gebied zou echter een veel zwaardere opgave zijn. Het keerpunt in de Pacifische Oorlog was de Slag bij Midway in juni 1942. In de schaduw van deze slag begon ook de aanval op de Aleoeten.

## Japanse aanval

### Voorbereiding

#### Japanse aanvalsplan
Het plan voor de aanval op de Aleoeten werd geconcipieerd door admiraal Yamamoto. De aanval zou gelijktijdig met de slag bij Midway plaatsvinden. Door een aanval op Midway hoopte Yamamoto de resterende Amerikaanse vliegdekschepen, die gestationeerd lagen in Pearl Harbor, in een hinderlaag te lokken en uit te schakelen. De volgende stap zou dan de verovering van Hawaï zijn. De aanval op de Aleoeten zou volgens sommigen een afleidingsmanoeuvre voor de Midway-operatie geweest zijn. Maar in recentere publicaties gaat men ervan uit dat Japan, door het veroveren en installeren van basissen op Midway en de Aleoeten, de controle over het noordelijke en centrale gebied van de Grote Oceaan wilde uitbreiden. Zo zouden ze voortaan luchtaanvallen als de Doolittle Raid op Tokio kunnen voorkomen. Ten slotte zou dit ook mogelijke militaire samenwerking tussen de VS en de Sovjet-Unie verhinderen.
Japan had van tevoren heel wat informatie verzameld over de Aleoeten, maar die informatie was niet meer actueel. De Japanners gingen ervan uit dat de VS dit gebied ondertussen sterk beveiligd zouden hebben. Zo veronderstelden ze ten onrechte dat er vliegdekschepen aanwezig waren en dat er kleine garnizoenen aanwezig waren op Attu, Adak en Kiska; de meest westelijke grotere eilanden. Het operatieplan voor de aanval op de Aleoeten was het volgende: een vloot, met onder andere 2 vliegdekschepen zou onder leiding van viceadmiraal Boshiro Hosogaya (細萱 戊子郎, Hosogaya Boshirō) uitvaren naar de Aleoeten. Daar zou er eerst een luchtaanval uitgevoerd worden op Dutch Harbor, de Amerikaanse marinebasis op Unalaska, centraal in de Aleoetenarchipel. Daarna zouden er amfibische aanvallen uitgevoerd worden op Attu, Adak en Kiska, en zouden Attu en Kiska bezet worden.

#### Amerikaanse voorbereidingen
De Verenigde Staten hadden echter de geheime code van de Japanse Keizerlijke marine gekraakt en waren rond 21 mei op de hoogte van de geplande aanvallen op Midway en de Aleoeten. Admiraal Chester William Nimitz, die aan het hoofd stond van de Amerikaanse vloot in de Grote Oceaan, zou zelf Yamamoto tegemoet gaan bij Midway, terwijl divisieadmiraal Robert A. Theobald de opdracht kreeg Dutch Harbor te behouden en een Japanse invasie in Alaska tegen te houden. Ze gingen er namelijk van uit dat Japan Dutch Harbor wilde innemen om zo naar het Amerikaanse continent op te trekken. Op 25 mei vertrok Theobald met een kleine vloot uit Pearl Harbor naar Kodiakeiland waar hij zijn schepen paraat zou houden voor de Japanse aanval.

#### Vertrek van de Japanse vloot
De Japanse vloot vertrok in drie eenheden vanuit Ominato (huidig Mutsu), in het noorden van Honshu. De eenheid met de vliegdekschepen, die Dutch Harbor zou aanvallen, vertrok op 25 mei. Op 28 mei en 29 mei volgden de twee andere eenheden, die zich zouden bezighouden met Attu, Adak en Kiska.

### Luchtaanval op Dutch Harbor

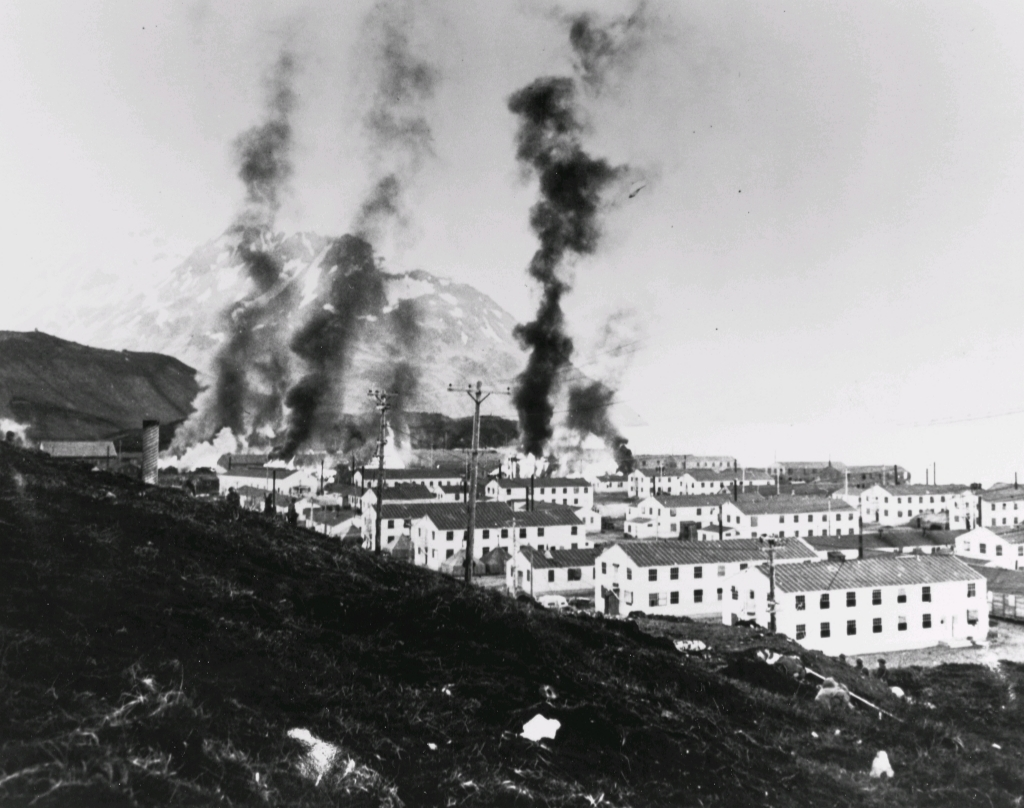
Brandende gebouwen na de eerste Japanse aanval op Dutch Harbor.

De eenheid die Dutch Harbor zou aanvallen bestond uit de twee vliegdekschepen Junyo en Ryujo, en werd begeleid door verschillende kruisers en jagers. In de namiddag van 2 juni werd deze eenheid op ongeveer 1500 km ten zuidwesten van Dutch Harbor opgemerkt tijdens een Amerikaanse patrouillevlucht, en hielden de Amerikanen zich klaar voor de aanval.
Vroeg in de ochtend van 3 juni vertrokken Japanse vliegtuigen voor een eerste aanval op Dutch Harbor. Door het slechte weer bereikte slechts de helft ervan effectief Dutch Harbor. Toen ze echter hun bestemming bereikten, konden ze maar beperkte schade aanrichten omdat ze hevig onder vuur genomen werden. De volgende dag volgde er een tweede aanval, en dit keer met meer succes. Bij het begin van de avond bereikten de Japanse vliegtuigen Dutch Harbor en troffen daar onder meer enkele brandstoftanks, het hospitaal en een op het strand getrokken schip. In tegenstelling tot de vorige dag wisten de Amerikanen die dag de Japanse vliegdekschepen wel te lokaliseren, maar ze slaagden er niet in om deze uit te schakelen.
Na afloop van de Japanse aanvallen waren er aan Amerikaanse zijde 43 doden en 64 gewonden gevallen. Verder waren er 11 Amerikaanse vliegtuigen vernietigd, tegenover zo'n 10 aan Japanse zijde. Al bij al was de schade dus vrij beperkt en kon Dutch Harbor operationeel blijven.

### Verovering van Attu en Kiska

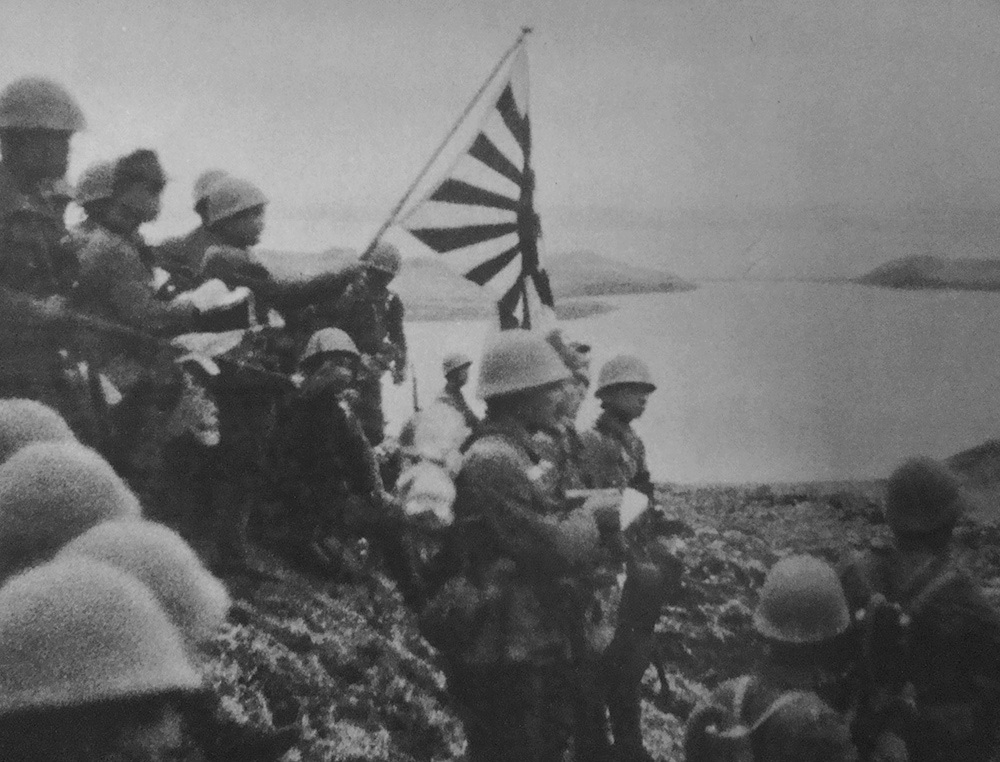
Japanse troepen hijsen de Japanse oorlogsvlag op Kiska.

Ondertussen was de Midway-operatie rampzalig afgelopen voor de Japanse marine. Hosogaya annuleerde de landingen en wilde Yamamoto tegemoetkomen, maar Yamamoto beval Hosogaya om zijn missie toch nog uit te voeren, zodat er alsnog een succes kon worden gemeld aan het thuisfront. Op 6 juni landden ze op Kiska, waar ze een Amerikaans weerstation veroverden. De volgende dag werd ook Attu ingenomen. Er werd weinig weerstand geboden en later werden de Amerikaanse bemanning van het weerstation en de plaatselijke bevolking van Attu overgeplaatst naar kampen in Japan.
Op 10 juni werden de gebeurtenissen in gebruikelijke propagandastijl bekendgemaakt aan het Japanse volk. Men had het over succesvolle bombardementen op Midway en – belangrijker nog – over de voordelen van de bezetting van Attu en Kiska. De mogelijke 'noordelijke aanvalsroute' van de VS zou nu geblokkeerd zijn, en bij het Amerikaanse thuisfront zou het bericht van het verlies van Amerikaans grondgebied zwaar aangekomen zijn. In werkelijkheid werd de Japanse aanwezigheid pas diezelfde dag door de Amerikanen vastgesteld en werd dit niet bekendgemaakt aan het publiek.
Zonder de bezetting van Midway had de Japanse aanwezigheid op de Aleoeten niet veel belang meer. Ze konden immers geen patrouillevluchten uitvoeren tussen de Aleoeten en Midway. Niettemin werd er eind juni toch besloten om de eilanden te behouden en er landingsbanen aan te leggen.

## Geallieerde tegenaanval
Zodra de Japanse aanwezigheid op Attu en Kiska vastgesteld werd, gingen de Amerikanen in de tegenaanval met bombardementen op Kiska. Ze kregen hier al snel de hulp bij van Canada, waardoor men kan spreken van een geallieerde tegenaanval. De komende maanden rukten ze geleidelijk aan verder op naar het westen. Op 30 augustus landden ze op Adak, op zo’n 400 km van Kiska, om er een basis aan te leggen die tegen 14 september operationeel was. Door de aanhoudende bombardementen op Kiska waren de Japanners er zeker van dat de VS vast van plan waren om de eilanden te heroveren. Tegen november hadden ze hun troepenaantal opgetrokken tot 1000 man op Attu en 4000 op Kiska.
In de winter werkte het slechte weer op de Aleoeten in het voordeel van Japan, en konden de geallieerde bommenwerpers nauwelijks hun werk doen. Niettemin werd er verder westwaarts opgerukt. Op 11 januari landden er Amerikaanse troepen op Amchitka, zo'n 100 km van Kiska, en werd hier begonnen met de aanleg van een landingsbaan. Twee weken later ontdekten de Japanners de Amerikaanse aanwezigheid op Amchitka: ze voerden enkele luchtaanvallen uit, maar die hadden weinig succes. Bijgevolg was de basis op Amchitka tegen 16 februari operationeel, zodat in februari en maart, onder betere weersomstandigheden, de luchtbombardementen op Kiska weer volop werden hervat.

### Slag om de Komandorski-eilanden
Midden maart werd er besloten om de bevoorrading en versterking van de Japanse troepen te blokkeren. Met succes werden er enkele Japanse schepen tegengehouden en werd er een blokkadelinie ten westen van Attu opgetrokken. Deze linie stond onder het bevel van divisieadmiraal Charles H. McMorris en bestond uit 1 zware kruiser (USS Salt Lake City (CA-25)), 1 lichte kruiser (USS Richmond (CL-9)) en 4 torpedobootjagers. Zoals de Amerikanen verwacht hadden, stuurde Japan deze keer transportschepen naar de Aleoeten met een escorte. Deze escorte stond onder het bevel van viceadmiraal Hosogaya Boshiro en bestond uit 2 zware kruisers (Nachi en Maya), 2 lichte kruisers en 4 torpedobootjagers. Het treffen tussen de twee vloten vond plaats op 27 maart 1943 en wordt door de Amerikanen de ‘Slag om de Komandorski-eilanden’ genoemd, de dichtstbijzijnde eilandengroep. In Japan heeft men het echter over de ‘Zeeslag bij Attu’ (アッツ島沖海戦, Attutō oki kaisen). Bijzonder bij deze zeeslag was het feit er in het gevecht geen tussenkomst was van duikboten of vliegtuigen (op een verkenningsvliegtuig van Nachi na).

#### Verloop van de zeeslag
Een uur voor zonsopgang, om half acht, nam de Amerikaanse linie de Japanse vloot waar. McMorris, die zich op dat moment niet bewust was van het Japanse overwicht, besloot de vijand tegemoet te varen voor de aanval. De Japanse vloot werd zich kort daarop bewust van de Amerikaanse aanwezigheid en voer hen tegemoet, terwijl de transportschepen wegvoeren. Toen de Amerikanen de superieure slagkracht van de Japanse vloot vaststelden, besloot McMorris om koers te zetten naar de vluchtende transportschepen. Zo hoopte hij eventueel de transportschepen uit te schakelen of ervoor te zorgen dat de Japanse vloot zich zou opsplitsen, zodat hij hen beter kon bestrijden.

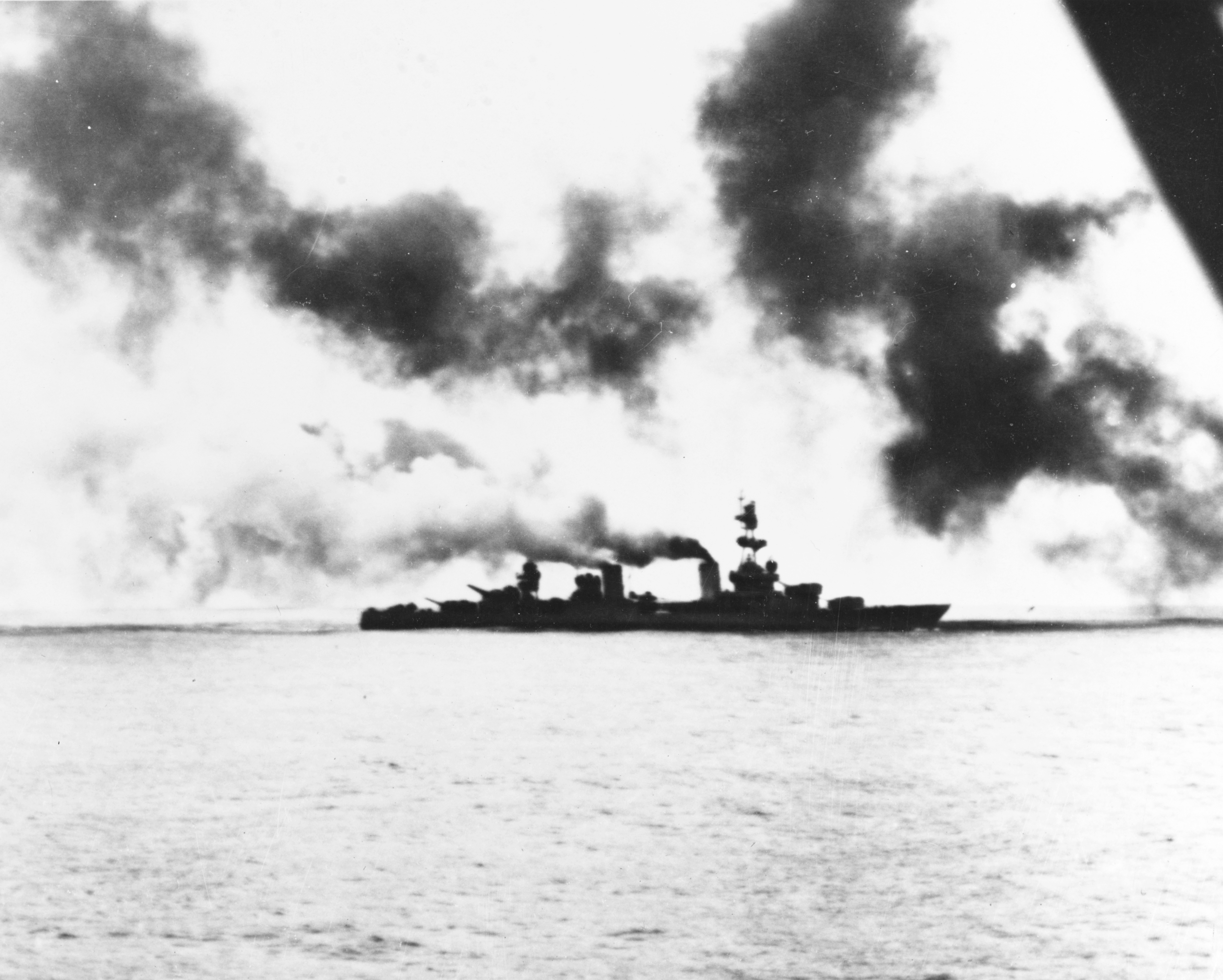
De Salt Lake City in actie tijdens de Slag bij de Komandorski-eilanden.

Geen van beide doelstellingen werd bereikt, doordat de Maya en de Nachi rond 08:40, op een afstand van ± 18 km het vuur openden op de Richmond en vervolgens op de Salt Lake City. Het vuur werd beantwoord en aan beide kanten ontstond lichte schade. Daarop begon de Amerikaanse vloot zich terug te trekken omdat ze geen kans maakte tegen het Japanse overwicht. Hosogaya ging in de achtervolging en nam de Amerikaanse kruisers onder vuur. Bij die achtervolging werd de Nachi geraakt op het middendek, waardoor ze een half uur lang buiten strijd was. Kort daarop werd ook de Salt Lake City geraakt door Maya, maar de schade bleef beperkt en het schip kon op volle snelheid verder varen. Na een uur achtervolging werd de Salt Lake City, die inmiddels met stuurproblemen te kampen had, zwaar geraakt, waardoor de voorste compartimenten onderliepen. McMorris besloot het schip te beschermen en liet de jagers een rookgordijn optrekken rond het schip. Niettemin werd de zware kruiser nog enkele keren geraakt, waardoor zijn motoren rond de middag enkele minuten uitvielen door problemen met de brandstofleidingen. Daarop stevenden de Amerikaanse jagers af op de Japanse kruisers om hen te bestoken met torpedo’s en de Salt Lake City buiten schot te houden. Beide kampen bestookten elkaar met succes. Een van de Amerikaanse jagers werd zwaar beschadigd en begon water te maken, waarop de jagers zich terugtrokken. Maar de Amerikaanse aanval bleek toch effectief geweest te zijn, want Hosogaya had de aftocht geblazen. Zijn jagers hadden niet veel brandstof meer en zijn kruisers zaten bijna door hun munitie. Bovendien vreesde hij dat er Amerikaanse bommenwerpers in aantocht waren.

#### Uitslag
De zeeslag eindigde dus onbeslist, maar met de aftocht van zijn vloot had Hosogaya – achteraf bekeken – een strategische fout begaan. Hij was zich niet bewust van de schade die hij bij de Salt Lake City aangericht had. Hoewel hij dus over superieure slagkracht beschikte en de overwinning voor het grijpen had, was hij tot de terugtocht overgegaan. Achteraf werd hij hiervoor uit zijn functie gezet. McMorris daarentegen zou gedecoreerd worden voor zijn optreden.
Het gevolg van deze zeeslag was dat Japan geen verdere pogingen meer ondernam om de troepen op de Aleoeten te versterken. Voortaan werden ze op kleine schaal bevoorraad door duikboten.

### Herovering van Attu

#### Amerikaanse plannen
Plannen om de Japanse troepen van Kiska en Attu te verdrijven werden reeds in de winter gemaakt. Oorspronkelijk was het de bedoeling eerst Kiska aan te vallen. Maar bij gebrek aan schepen voor de landing van de daarvoor benodigde troepenmacht, werd er uiteindelijk besloten om eerst het zwakker verdedigde Attu te heroveren. Terwijl de troepen getraind werden voor de landing en overgebracht werden naar de Aleoeten, werd het aanvalsplan voor de herovering van Attu verder uitgewerkt.
Het uiteindelijke plan voor operatie Landcrab, zoals het Amerikaanse leger deze invasie noemde, was het volgende. Het invasieleger zou uitvaren op 3 mei. Dit zou gebeuren onder escorte van een sterke vloot, die moest kunnen optreden ingeval de Japanse Noordelijke Vloot (第五艦隊, dai go kantai) in de buurt was. Nadat lucht- en scheepsbombardementen het terrein stormrijp gemaakt zouden hebben, zou dan de landing volgen. Eerst zou een verkenningseenheid landen in het noorden van het eiland, gevolgd door de landing van de hoofdmacht op Massacre Bay in het zuiden. Beide eenheden zouden dan landinwaarts naar elkaar toe gaan en de vijand op hun weg verdrijven. Vervolgens zouden ze gezamenlijk optrekken naar het Japanse basiskamp, dat op de noordoostelijke landtong, in Chichagof Harbor lag. In totaal zouden hiervoor 11000 manschappen ingezet worden, terwijl de Japanse bezettingsmacht, volgens hun laatste schattingen, uit zo’n 1600 à 1800 man zou bestaan. De hele operatie zou na drie dagen afgerond moeten zijn.
De Amerikaanse invasieplannen waren echter verre van volmaakt. De kaarten waarover ze beschikten bevatten slechts informatie over het kustgebied. Het weer en de ondergrond van Attu hadden ze nauwelijks in rekening gebracht. Een dichte mist is er namelijk eerder de regel dan de uitzondering, en door de warme zeestroom, afkomstig van Japan, is de toendra er niet bevroren maar drassig, en dus moeilijk begaanbaar. Ten slotte was ook de Japanse bezettingsmacht, met meer dan 2600 man, groter dan gedacht.

#### Slag om Attu

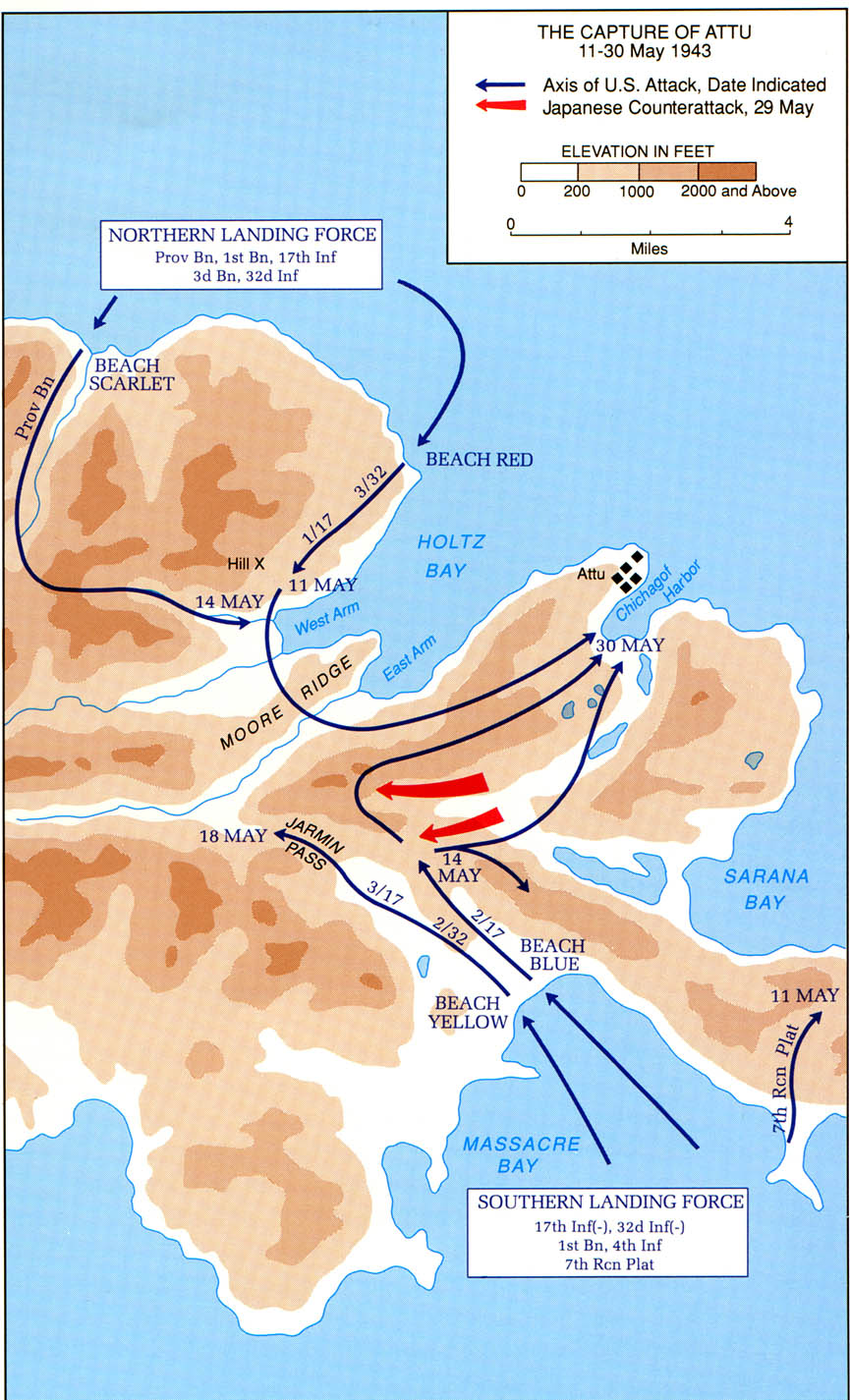
De herovering van Attu.

Het weer beïnvloedde de plannen van bij het begin. Door slecht weer moest de vloot een dag later (4 mei) vertrekken, werd de landing enkele dagen uitgesteld en werden ook de lucht- en scheepsbombardementen, die aan de landing moesten voorafgaan, verhinderd. Zo begon de invasie uiteindelijk op 11 mei.
In de ochtend landden er twee verkenningseenheden in het noorden op Beach Scarlet en Beach Red. De andere landingstroepen in het noorden en in Massacre Bay, moesten echter wachten tot de mist wat opgetrokken was in de namiddag. Ondertussen werden er wel al lucht- en scheepsbombardementen uitgevoerd op het Japanse basiskamp. Bijgevolg was kolonel Yasuyo Yamasaki (山崎 保代, Yamasaki Yasuyo), die aan het hoofd stond van de Japanse bezettingsmacht, op de hoogte van de Amerikaanse aanwezigheid. Hij liet dan ook de posities versterken die de passages tussen Massacre Valley en het basiskamp verdedigden. Het was pas rond vier uur dat de Amerikaanse gevechtstroepen landden op Beach Red in het noorden, en Beach Yellow en Beach Blue in Massacre Valley. De landingen ondervonden echter geen tegenstand, omdat ze verborgen bleven door de mist. Vijf uur later zou er zo’n 3500 man geland zijn: 400 op Beach Scarlet, 1100 op Beach Red, en 2000 in Massacre Valley.
Tegen die tijd waren de Amerikaanse troepen echter vast komen te zitten. De twee bataljons die in Massacre Valley landinwaarts getrokken waren, kwamen na 2,5 km onder vuur te liggen. Japanse troepen hadden positie genomen op heuvelkammen met zicht over de hele vallei, en hadden de Amerikanen tot stilstand gedwongen. Ook het noordelijk bataljon, dat op Beach Red geland was, stuitte op vijandig vuur en ging traag vooruit.
De volgende dag wist het noordelijke bataljon nog een Japanse stelling in te nemen op een heuvel (Hill X), die uitstak boven de Japanse posities verderop in Holtz Valley. Maar de volgende dagen zouden de Amerikanen niet meer vooruitkomen, ondanks de versterking van beide fronten met elk één bataljon. De Amerikanen verwachtten dan ook dat het veel tijd en manschappen zou kosten om door passages te raken die naar het Japanse basiskamp leidden. Bovendien werden nu ook de schepen, die nog steeds de Japanse stellingen beschoten, bedreigd. Op 12 mei had een Japanse duikboot een van de schepen aangevallen, zij het zonder succes.
Op 15 mei werd de impasse echter plots opgeheven. Toen de mist even opklaarde bleek dat de Japanse troepen, onder druk van de scheepsbombardementen, zich hadden teruggetrokken tot een heuvelkam (Moore Ridge) centraal in Holtz Valley. Dit liet de drie noordelijke bataljons toe zich te verenigen en verder op te trekken. Tegen het einde van de volgende dag wisten ze de Japanse troepen van die heuvelkam te verdrijven. Nu werd ook de flank bedreigd van Japanse troepen die de Amerikanen in Massacre Valley tegenhielden. Daarom liet kolonel Yamasaki die nacht (16-17 mei) zijn troepen verder terugtrekken naar Chichagof Harbor voor een laatste stelling.
De terugtrekking van het Japanse leger was het keerpunt in de slag om Attu. Op 18 mei konden de noordelijke en zuidelijke troepen zich verenigen en gezamenlijk beginnen met het optrekken naar het Japanse basiskamp. De Japanse troepen hadden zich nu met machinegeweren ingegraven op de heuveltoppen en het zou de Amerikanen nog twee weken kosten om hun stellingen een voor een uit te schakelen. Niettemin was de onzekerheid van de eerste week nu verdwenen en kwam de overwinning steeds dichterbij.

#### Zelfmoordaanval (玉砕,Gyokusai)
Op 29 mei werd de strijd op een ontstellende manier beëindigd. Kolonel Yamasaki en de resterende Japanse troepen besloten zich niet te zullen overgeven. Degenen die niet meer in staat waren om te vechten pleegden zelfmoord. Zij die wel nog konden vechten gingen in een allerlaatste aanval een ‘eervolle dood’ tegemoet. Die avond stormden ze door de Amerikaanse linie op een verraste achterhoede in Massacre Valley af. Zowat de helft van de aanvallers werd hierbij onderweg neergeschoten. De andere helft, die het Amerikaanse kamp bereikte, vocht tot de dood of blies zichzelf op met granaten. Slechts 28 Japanners gaven zich over en overleefden de aanval.
Deze aanval was de eerste van een reeks zelfmoordaanvallen die de Japanners hebben uitgevoerd aan het einde van de Pacifische Oorlog. De Amerikanen noemden het Banzai-aanvallen, omdat de Japanners bij deze aanval “Tennōheika banzai” (天皇陛下万歳) riepen, “Lang leve de keizer”. In Japan gebruikt men hier echter de metafoor gyokusai (玉砕) voor. Niet alleen de Amerikanen begrepen deze vergeefse verspilling van levens niet, maar ook keizer Hirohito (裕仁) keurde het af. Zelfmoordacties zouden immers pas in de latere stadia van de oorlog noodzakelijk kunnen worden. Het Japanse volk daarentegen juichte bij het nieuws van de gyokusai en riep de gesneuvelde soldaten uit tot nationale helden.
Voor de herovering van Attu hebben de Amerikanen een hoge tol moeten betalen. Van de 15000 man die uiteindelijk voor de operatie waren ingezet, waren er 549 gesneuveld, 1148 gewond in de strijd en ongeveer 2000 buiten strijd gesteld door ziekte of kwetsuren. De meest voorkomende aandoening was de loopgravenvoet. Bij het begraven van de gesneuvelden telden de Amerikanen 2351 Japanse doden, terwijl er tevoren nog enkele honderden wellicht door de Japanners zelf begraven werden.

### Herovering van Kiska

#### Amerikaanse voorbereiding
De voorbereidingen voor de herovering van Kiska waren al begin mei, voor de landing op Attu, aangevat. De bloederige uitkomst van de slag op Attu beïnvloedde natuurlijk deze plannen. Zo werd de troepenmacht voor de landing bijna verdubbeld. Uiteindelijk werd het plan voor de herovering van Kiska, operatie Cottage genaamd, goedgekeurd op 22 juni. Een geallieerde troepenmacht van ongeveer 34000 man, waaronder 5500 Canadezen, zou op 15 augustus de grootscheepse landing uitvoeren. Men ging er immers van uit dat er ongeveer 10000 man aanwezig was op Kiska, en dat de strijd even zwaar zou zijn als die van Attu. Ondertussen werden de Japanse installaties op Kiska in de periode voor de landing (juni – juli) bijna dagelijks gebombardeerd.

#### Evacuatie van Kiska
Ook in het Japanse hoofdkwartier had men ondertussen lessen getrokken uit de slag om Attu. Er werd besloten dat de Japanse bezettingsmacht van Kiska geen nutteloze dood hoefde te sterven en ze gingen over tot de evacuatie van het eiland. Begin juni werden er al een 800-tal soldaten teruggebracht met duikboten, maar omdat er bij deze actie 3 duikboten onderschept waren, werd er van deze strategie afgestapt. Het grote obstakel voor de evacuatie was namelijk een grote Amerikaanse scheepsblokkade op weg naar Kiska. Daarom werd het plan opgevat om Kiska in één keer te evacueren met schepen onder dekking van de mist. Op 7 juli voer een eerste eenheid hiervoor uit, maar omdat de weersomstandigheden het niet toelieten moesten ze terugkeren.
Op 22 juli vertrok er een tweede reddingseenheid. Deze zag op 28 juli haar kans. De vorige dag hadden enkele schepen van de blokkade enkele stippen op hun radar waargenomen, en waren ze tot de aanval overgegaan in de overtuiging dat ze met Japanse schepen te maken hadden. De radar was in die tijd echter nog een nieuw en niet zo betrouwbaar instrument. Ze hadden op denkbeeldige doelen geschoten, en moesten bijgevolg tijdelijk terugkeren om de munitie weer aan te vullen en bij te tanken. Op dat ogenblik glipten de Japanse schepen, onder dekking van de mist, door het gat in de blokkade, en evacueerden in sneltempo de ongeveer 5200 op Kiska gestationeerde soldaten. Het hele eiland werd in amper 1 uur tijd ontruimd, waarbij ze al hun materiaal achterlieten. Tegen de tijd dat de Amerikaanse schepen weer terug in positie waren, waren de Japanners alweer weg. De bezetting van Kiska had uiteindelijk het leven gekost van ongeveer 2500 Japanse soldaten.

#### Landing op Kiska

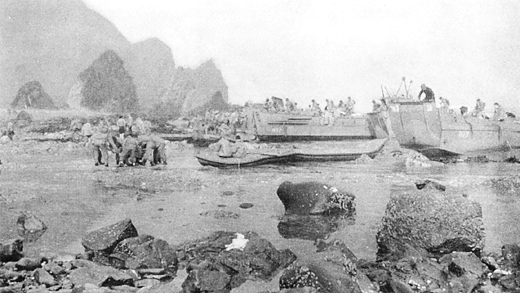
Landingsoperatie op Kiska.

De geallieerden, die van de evacuatie niets afwisten, gingen de komende drie weken echter door zoals gepland. Het ontruimde Kiska werd dag in dag uit gebombardeerd. Hoewel de berichten van piloten intussen aangaven dat het eiland weleens verlaten kon zijn, ging divisie-admiraal Thomas C. Kinkaid, die operatie Cottage mee zou leiden, ervan uit dat de Japanners, zoals op Attu, de bergen ingetrokken waren.
De landing ging dus door zoals gepland op 15 augustus. Troepen werden aan land gezet op de west- en oostkust van het eiland en trokken landinwaarts. De komende dagen heerste er verwarring en onzekerheid. Er werden verschillende schoten gehoord en gelost, maar er was geen enkele vijand meer te vinden. Verschillende soldaten werden het slachtoffer van het zogenaamde friendly fire, anderen van Japanse boobytraps en op zeker ogenblik voer een Amerikaanse jager tegen een mijn aan. Na afloop waren er meer dan 30 doden gevallen en 200 waren ziek of gewond. Op 24 augustus werd het eiland eindelijk veilig verklaard en daarmee was de strijd om de Aleoeten afgelopen.

## Nabeschouwing

### Historische betekenis
De strijd om de Aleoeten was een strijd om twee kleine eilanden die nauwelijks strategische waarde hadden. De Aleoeten konden dan wel beschouwd worden als een natuurlijke ‘noordelijke weg’ tussen Japan en Noord-Amerika, maar geen van beide kampen heeft deze ‘weg’ ooit echt in zijn plannen willen opnemen om tegen de vijand op te trekken. Door de afgelegen locatie en het lastige klimaat van de eilanden waren dergelijke plannen niet wenselijk. De hele strijd had meer dan een jaar geduurd en had vele levens gekost. Maar hij is in de geschiedenis haast volledig overschaduwd geworden door gelijktijdige gebeurtenissen in het zuiden, zoals de Slag bij Midway en de Slag om Guadalcanal.

### Evacuatie van de Aleoeten
Een zwarte bladzijde in de Amerikaanse geschiedenis is de evacuatie van de plaatselijke Inuït-bevolking van de Aleoeten, eveneens ‘Aleoeten’ oftewel Unangan genoemd. Als gevolg van de Japanse aanval, werden ze in juni 1942 door het leger geëvacueerd en geïnterneerd in kampen op het vasteland. Van de 881 Unangan kwam ongeveer 10 procent om in deze kampen. Toen ze na de oorlog mochten terugkeren, waren vele van hun huizen geplunderd of in brand gestoken door het Amerikaanse leger. Een schadevergoeding en formele verontschuldiging van de Amerikaanse overheid voor de mensonwaardige omstandigheden in de kampen zou pas volgen in 1988.

### Invloed van de slag op de media en kunst
De Slag om de Aleoeten mag dan wel in de marge van de geschiedenis verzeild geraakt zijn, maar zowel aan Amerikaanse als Japanse zijde zijn er inspanningen geleverd die aan de strijd op de Aleoeten herinneren. Naast de vele, vaak gespecialiseerde, publicaties van militaire geschiedkundigen, onderzoekers en veteranen, bereikten enkele memorabilia toch een ietwat breder publiek.
Tijdens de oorlog werden de gebeurtenissen op de Aleoeten in de Japanse media gebruikt voor propagandistische doeleinden. In het kader daarvan kan hier een schilderij van Tsuguharu Fujita (藤田 嗣治, Fujita Tsuguharu) vermeld worden. Deze Japanse schilder was enige tijd succesvol in Parijs, waar hij onder meer bevriend raakte met Picasso. Tijdens de oorlog verbleef hij in Japan en deed hij mee aan de oorlogspropaganda. In die context maakte Fujita het schilderij Attu Jima Gyokusai (アッツ島玉砕), over de zelfmoordaanval op Attu. Het schilderij werd drie weken na de feiten tentoongesteld.
In 2006 ging er ook een documentaire Red White Black & Blue in première op het filmfestival van Locarno (Zwitserland). In deze documentaire keren twee Amerikaanse veteranen terug naar Attu, en wordt er teruggeblikt op de strijd die er geleverd werd.

### Websites
- (en) Cueva, Christopher. America's Territory: The Aleut Evacuation: A Grave Injustice. Alaska History and Cultural Studies, 10 januari 1998. (raadpleging: 18-12-2007)
- (en) O'Hara, Vincent P. Battle of Komandorski Island: 27 March 1943. The Pacific War: The U.S. Navy. (raadpleging: 18-12-2007)
- (en) Roy, Rhonda. The Battle for Kiska. Canadian Heroes, 13 mei 2002. (raadpleging: 18-12-2007)
- (nl) Vermeer, Wilco. Grote Oost-Aziatische Oorlog, Japanse plannen: De oorlogsplannen. TracesOfWar, 2 april 2005. (raadpleging: 11-12-2007)
- WWII History. Aleutian's Home Page. 16-9-2007. (en)  (raadpleging: 18-12-2007)
- (ja) 「アッツ島玉砕戦：山崎保代大佐への玉砕命令」 (Attutō gyokusai-sen: Yamasaki Yasuyo taisa he no gyokusai meirei, De 'eervolle dood'-strijd: Het bevel van de 'eervolle dood' aan kolonel Yamasaki Yasuyo). Torikai Lab Network, 20 oktober 2006. (raadpleging: 18-12-2007)